# Gulnora Karimova
Gulnora Islomovna Karimova (uzb. cyr. Гулнора Исломовна Каримова, ros. Гульнара Исламовна Каримова; ur. 8 lipca 1972 w Ferganie) – uzbecka polityczka, projektankta mody i śpiewaczka, najstarsza córka Isloma Karimova.

## Życiorys
W latach 1989–1994 studiowała na Taszkenckim Uniwersytecie Państwowym (Zakład Ekonomiki Międzynarodowej Wydziału Filozoficzno-Ekonomicznego), gdzie zdobyła tytuł bakałarza. W 2000 roku uzyskała magisterium na Uniwersytecie Harvarda. W rok później habilitowała się w Taszkencie, a w 2009 roku została profesorem.
Od czerwca 1995 roku pracowała w Ministerstwie Spraw Zagranicznych Uzbekistanu. W styczniu 2010 roku objęła posadę ambasadora nadzwyczajnego i pełnomocnego Uzbekistanu w Hiszpanii, którą pełniła do 2011 roku. W latach 2008–2011 pełniła obowiązki radcy przedstawicielstwa Uzbekistanu przy placówce ONZ w Genewie, później objęła stanowisko wiceministra spraw zagranicznych. Cieszyła się dużymi wpływami w kraju jako jeden z zaufanych doradców ojca i była wymieniana wśród jego potencjalnych następców.
Występowała jako piosenkarka, organizowała pokazy mody oraz wielkie festiwale. Jest twórcą marki GULI.
W 2014 r. Szwajcaria wszczęła wobec niej postępowanie na podstawie zarzutów o pranie brudnych pieniędzy i próby korumpowania urzędników państwowych. W sierpniu 2015 r. skazano ją w Uzbekistanie na 5 lat aresztu domowego za przywłaszczenie majątku państwowego i uchylanie się od płacenia podatków, do czego miał przyczynić się gen. Rustam Inojatow. W lipcu 2017 r. została aresztowana pod zarzutem korupcji, podrabiania dokumentów i nadużyć finansowych.